# Шафик, Шахрияр
Принц (Вала-Гохар) Шахрияр Мустафа Шафи́к Пехлеви́ (перс. والاگهر شهریار شفیق‎; 15 марта 1945, Маади, Каир — 7 декабря 1979, Париж, Франция) — сын принцессы Ашраф Пехлеви, второй сестры шаха Ирана, и египтянина Ахмада Шафика.
Принц Шахрияр Шафик был высокопоставленным военным офицером в семье Пехлеви, который служил в имперских ВМС Ирана с 1963 по 1979 гг. Он был первым убитым противником революционного режима, жившим за пределами Ирана.

## Ранняя жизнь и образование
Шахрияр Шафик родился в Каире 15 марта 1945 года в семье принцессы Ашраф Пехлеви и Ахмада Шафика. Учился в Дартмутском колледже.

## Семья
В 1967 году женился на христианке Мариам Экбал, дочери Манучехра Экбала, бывшего премьер-министром шахского Ирана в 1957—1960 годах. У супружеской пары было двое сыновей:
- Его величество принц Надер Шафик (родился 15 марта 1968 года)
- Его величество принц Дара Шафик (род. 1970).

## Военная карьера

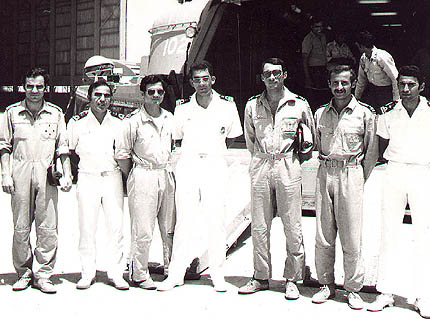
Принц Шахрияр Шафик (посередине) и морские офицеры

Принц Шахрияр и его кузен Принц Камьяр Пехлеви были единственными представителями правящей династии, избравшими военную карьеру. Шахрияр Шафик проходил службу в Имперских ВМС Ирана и смог дослужиться до звания капитана. Во время вооружённого конфликта между шахским Ираном и Объединёнными Арабскими Эмиратами Шафик руководил подразделением морской пехоты иранских ВМС освободившим 30 ноября 1971 году острова Тумба (Greater and Lesser Tunbs) и Абу-Муса. Также во время правления своего дяди Мухаммеда Резы Пехлеви Шахрияр возглавлял иранскую ассоциацию дзюдо и карате.
После исламской революции в феврале 1979 года он был единственным членом династии и одним из немногих офицеров Имперских вооружённых сил, оставшимся в Иране, чтобы продолжить борьбу против революционеров. После того, как попытка контрреволюционного про-монархического мятежа провалилась (через неделю после революции), он был вынужден плыть в небольшой лодке под шквальным огнём преследовавших его хомейнистов из Персидского залива в Кувейт. Как и остальные члены шахской семьи, принц Шахрияр был приговорён к смертной казни исламскими революционерами.

## Убийство
С первых дней революции Хомейни и его сторонники опасались возможности контрпереворота со стороны сил, ещё лояльных шаху. Революционные трибуналы объявили о казни более 600 человек, связанных с шахским режимом, включая бывшего премьер-министра Амира Аббаса Ховейду, трёх бывших руководителей САВАК и многочисленных военных и высших офицеров САВАК.
Некоторые деятели бывшего режима, которым не удалось покинуть Иран, ушли в подполье, что ещё больше усилило опасения относительно роялистского заговора. В связи с этим аятолла Хальхали заявил: «Гнусная семья Пехлеви и их сообщники, которым вынесен смертный приговор, преследуются нами как внутри страны, так и за её пределами. Если мы не сможем их арестовать, мы убьем их».
Принц Шахрияр представлял особую угрозу для исламского режима. Энергичный 34-летний бывший капитан иранского ВМФ, он был единственным членом династии Пехлеви, который остался в Иране после революции и некоторое время продолжал борьбу против революционного правительства, прежде чем был вынужден отправиться в изгнание.
После эмиграции из Ирана он сначала отправился в США. Затем воссоединился со своей семьей в Париже и предпринял активные шаги по организации сопротивления новому иранскому режиму.
Принц Шафик основал группу «Иран Азад» («Свободный Иран»), которую позже возглавила его сестра принцесса Азадех, которая тоже проживала в Париже. Оба они выступали в качестве основных представителей семьи Пехлеви. За это революционный трибунал Исламской республики во главе с Садеком Хальхали заочно вынес ему смертный приговор, после чего Шафик был убит возле дома его матери в Париже 7 декабря 1979 года агентом Исламской республики, который дважды выстрелил Шафику в голову и скрылся. Через некоторое время в полицию позвонил неизвестный и сообщил, что Принц Шахрияр убит как «враг исламской религии и агент международного сионизма». В конце добавив: «Да здравствует Хомейни!».
Газета «Эттелаат» со ссылкой на очевидца писала: «Молодой человек в мотоциклетном шлеме, закрывающем лицо, подошел к Шафику и выстрелил ему в шею с близкого расстояния. Когда Шафик упал, боевик наклонился над ним, выпустил вторую пулю ему в голову и немедленно убежал».
Французская полиция сообщила, что на месте происшествия они обнаружили две гильзы калибра 9 мм.
В это время в Тегеране мулла Садек Хальхали, известный тем, что отправил на виселицу сотни людей, опубликовал своё заявление, в котором утверждал, что убийство Шахрияра Шафика совершили боевики эскадронов смерти из организации «Федаине Ислами» (Исламские Федаины). Принц стал первой жертвой спецслужб ИРИ, ликвидированной за пределами Ирана.
Хальхали заявил, что принц Шафик был убит, потому что он готовил заговор против Исламской Республики с целью вернуть шаха к власти. Далее он добавил: «Нам повезло ... Мы преследовали его мать, но взяли его».
Позже Хальхали добавил, что его партизаны будут продолжать выслеживать деятелей бывшего режима: «Так будет продолжаться до тех пор, пока все эти грязные пешки отжившей системы не будут уничтожены».
В 2003 году французский журналист спросил Хальхали о своей роли в заказных убийствах противников Исламской Республики, на что он ответил: «Если бы я поступил неправильно, Имам Хомейни сказал бы мне. Я сделал только то, о чем он меня просил».
Смерть шаха в изгнании 27 июля 1980 года отчасти лишила силы роялистов. Шаху "наследовал" его сын Реза Пехлеви, который проводил политику налаживания связей с различными оппозиционными фракциями, одновременно пытаясь держаться в стороне от межфракционных распрей.